# Хімічний завод у Бель-Етуаль
Хімічний завод у Бель-Етуаль (Belle Etoile) — виробничий майданчик хімічного спрямування на південному сході Франції, заснований групою Rhone-Poulenc.
Ще в XIX столітті в північній частині муніципалітету Сен-Фоні почала роботу хімічна фабрика, яка у підсумку стала однією з провідних для потужної хімічної групи Rhone-Poulenc. На початку 1950-х остання почала активно розвивати свій напрям полімерів, обравши для розміщення нових виробництв майданчик на півдні того ж муніципалітету в районі Бель-Етуаль (за кілька десятиліть до того в 1917-му на тлі Першої світової війни тут почали зведення порохового заводу, проте в 1919-му із зрозумілих причин проєкт зупинили до його завершення). Можливо також відзначити, що два майданчики Rhone-Poulenc розділяв хімічний комплекс компанії Saint-Gobain, всього ж в цьому регіоні на південь від Ліону виник витягнутий уздовж Рони на кілька десятків кілометрів промисловий кластер, відомий як «Хімічна долина».
У 1952-му в Бель-Етуаль запустили виробництво поліамідів, для чого почали виробляти мономеру нейлону — адипат гексаметилендіаміну (нейлонова сіль). Важливою сировиною для нього виступала адипінова кислота, яку постачали з належного Rhone-Poulenc заводу в Ле-Пеаж-де-Руссійон (цей майданчик спершу також виробляв мономер, проте з 1956-го був переведений на продукування лише адипінової кислоти). Також можливо відзначити, що з 1977-го роль постачальника напівфабрикату перебрав новий завод у Шалампе, який використовував більш ефективну технологію.
В 1953-му завод в Бель-Етуаль почав продукувати ще один полімер — поліетилентерефталат (поліестер).
Нарешті, з 1954-го Rhône-Poulenc запустила на сусідньому майданчику перше виробництво силікону.
У першій половині 1970-х концерн Rhône-Poulenc кілька років мав назву Rhône-Progil, проте невдовзі повернувся до старого найменування. У 1982-му на тлі кризи у французькій хімічній промисловості Rhône-Poulenc був націоналізований, але вже у 1993-му відбулась його реприватизація.
У 1997-му в Бель-Етуаль припинили роботу з поліестером та зосередились на напрямі поліамідних продуктів.
У 1998-му сталась реформа, за якою у Rhône-Poulenc залишився напрям фармацевтики, тоді як інший хімічний бізнес (і, зокрема, розташований в Бель-Етуаль) виокремили в дочірню компанію Rhodia. У середині 2000-х Rhône-Poulenc продала всі належні їй акції Rhodia.
У 2007-му Rhodia продала завод силікону компанії Bluestar, що належить китайській ChemChina (а в 2015-му унаслідок злиття Bluestar та норвезької Elkem новим власником стала Elkem Silicones). Відомо, що необхідний для продукування силіконів хлорметан можуть отримувати з хімічного заводу в Жаррі.
У 2011-му бельгійський хімічний концерн Solvay придбав всю Rhodia, а у 2020-му продав розташований у Бель-Етуаль завод полімерів (власність на нього була під контролем компанії Polytechnyl) німецькій DOMO Chemicals, яка й далі виробляє поліамідні продукти — нейлонову сіль, гексаметилендіамін, поліамідні полімери.